# USS Belleau Wood (CVL-24)
«Белло Вуд» (англ. Belleau Wood (CVL-24)) — легкий авіаносець США типу «Індепенденс».

## Історія створення
Закладений 11 серпня 1941 року як крейсер типу «Клівленд» (англ. «Cleveland») під назвою «Нью-Хевен» (англ. «New Haven» (CL-76)). Спущений на воду 6 грудня 1942 року. 16 лютого 1942 року перезамовлений як авіаносець і тоді ж перейменований на «Белло Вуд» (на честь битви під Белло Вуд). Вступив у стрій 31 березня 1943 року.

## Історія служби

### Друга світова війна

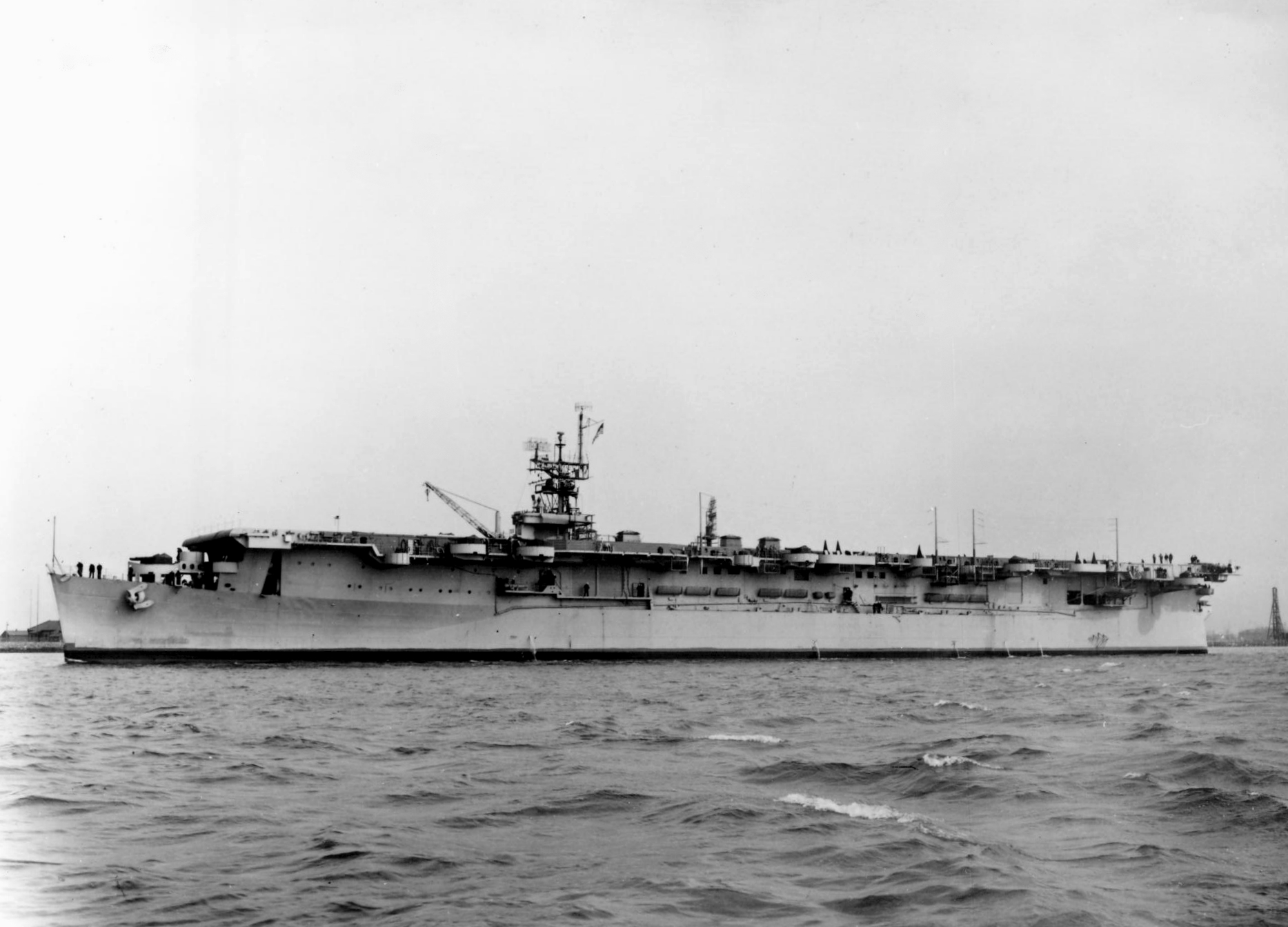
«Белло Вуд» покидає Філадельфію, 18 квітня 1943 року

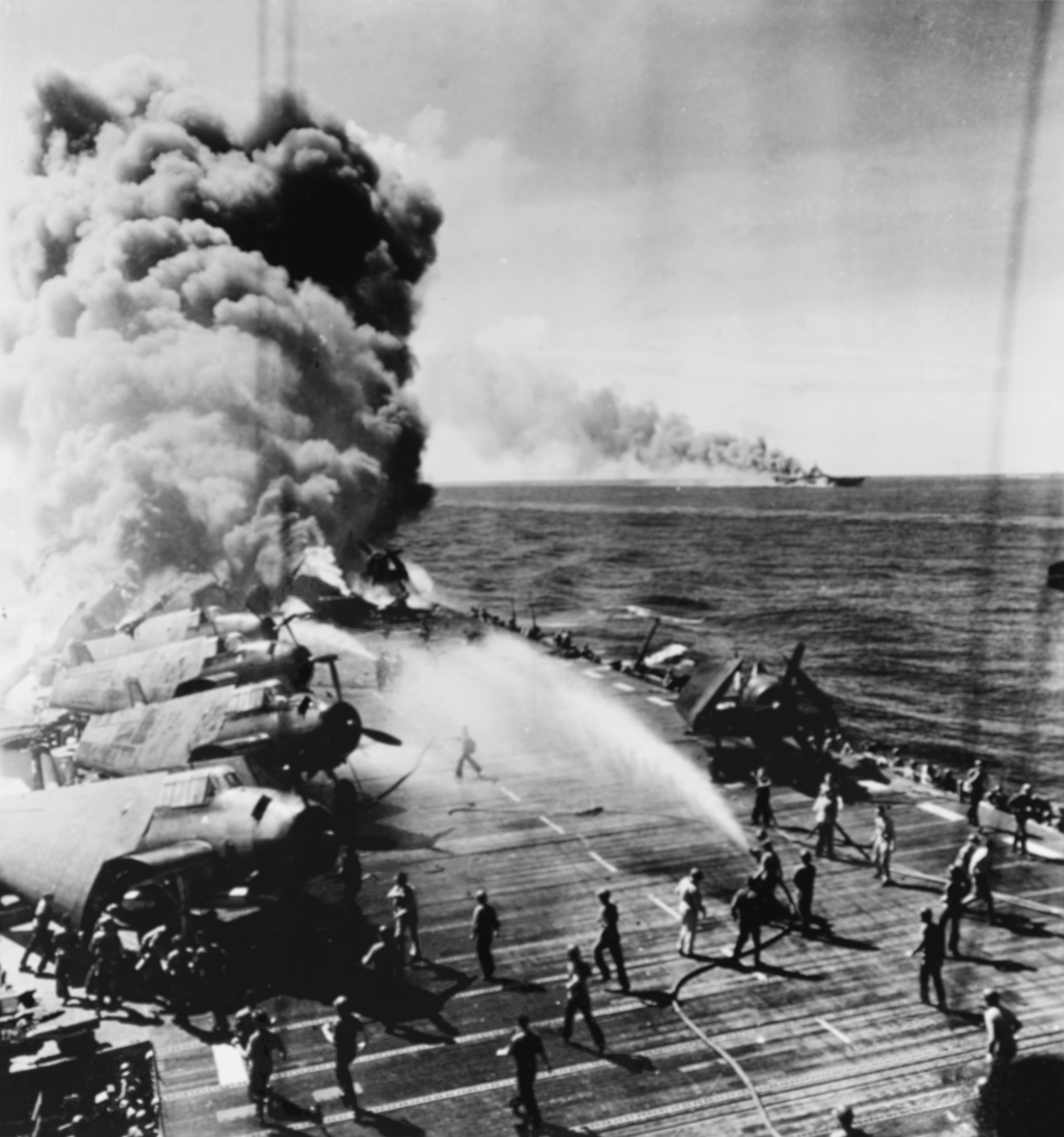
Палаючий «Белло Вуд» після атаки камікадзе, 30 жовтня 1944 року. На задньому плані — авіаносець «Франклін», також уражений японцями

Увійшов до складу Тихоокеанського флоту США 22 серпня 1943 року (авіагрупа CVGL-22, з 29.09.1943 — CVGL-24). Брав участь в ударах по островах Бейкер(01.09.1943), Гілберта (18.9.1943), Вейк (05-06.10.1943), забезпечував висадку десантів на острови Гілберта (13.11—08.12.1943), Маршаллові острови (29.01—02.06.2.1944), Нова Гвінея (21—29.04.1944).
Здійснював рейди на японські бази на островах Палау (30.03—01.0.1944) та Трук (29—30.04.1944). Брав участь в десантній операції (11—23.06.1944 та 21.07—05.08.1944) та битві у Філіппінському морі (19—20.06.1944), де торпедоносці з «Белло Вуд» потопили японський авіаносець «Хійо».
16 липня 1944 року «Белло Вуд» прийняв на борт авіагрупу CVGL-21. прикривав десант на Західні Каролінські острови (28.08—24.09.1944), атакував японські аеродроми на островах Рюкю, Формоза та Лусон (10—19.10.1944).
Брав участь в десантній операції (20—30.10.1944) та битві в затоці Лейте (23—26.10.1944).
30 жовтня 1944 року «Белло Вуд» був сильно пошкоджений влучанням камікадзе. Літак пробив політну палубу та вибухнув в ангарі. Внаслідок тривалої пожежі загинули 92 чоловіка, 54 були поранені, згоріло 12 літаків. Авіаносець вирушив на ремонт у США.
Увійшов до складу 5-го флоту 10 лютого 1945 року, маючи на борту авіагрупу CVGL-30. Завдавав ударів по Токіо, Йокогамі, забезпечував висадку на Іодзіму (11.02—02.03.1945). Здійснив рейди на Токіо та військово-морську базу Куре (14—19.03.1945), атаки на японські аеродроми на островах Окінава, Рюкю та Кюсю (23—31.03.1945), брав участь в десантній операції на Окінаві (01.04—13.06.1945) та потопленні лінкора «Ямато» (07.04.1945).
5 червня 1945 року, перебуваючи південніше острова Кюсю, «Белло Вуд» отримав невеликі штормові пошкодження. На початку липня 1945 року прийняв авіагрупу CVGL-31. Брав участь в ударах по Токіо, Кобе, Куре, Майдзуру та острову Хоккайдо (10-18.07 та 24—30.07; 09—15.08.1945).
За період війни винищувачі з «Белло Вуд» збили 222 японські літаки.

### Післявоєнна служба
13 січня 1947 року «Белло Вуд» виведений в резерв. У вересні 1953 року разом з авіаносцем «Ленглі» переданий Франції в рамках програми військової взаємодопомоги MDAP (англ. Mutual Defense Assistance Act), перейменований на «Буа Белло» (фр. Bois Belleau) та отримав бортовий номер R 97.
Брав участь у війні в Індокитаї.
У вересні 1960 року повернений США, де 1 жовтня 1960 року був виключений зі списків флоту і незабаром був проданий на злам. Розібраний у 1962 році.